# سدة (إقليد)
سدة (بالفارسية: سده) هي منطقة سكنية تقع في إيران في Sedeh District. يقدر عدد سكانها بـ 5,572 نسمة .